# Станіслав Цісек
Стані́слав Ці́сек (пол. Stanisław Cisek; нар. 6 травня 1924, Львів — пом. 14 червня 2007, Вроцлав) — польський мандрівник, моряк. Перший власник яхти SY Narcyz, на якій сам подолав Атлантичний океан за маршрутом Свіноуйсьце — Венесуела — Ґдиня в 1972–1974 роках. Отримав польську нагороду «Рейс року» (1974).

## Життєпис
Інженер Станіслав Цісек здобув моряцькі навички серед сілезьких моряків. 1959 року отримав ступінь моряка яхти. Індивідуаліст за характером, Цісек не хотів чекати в черзі на рейси й придбав у ґданського конструктора Казімєжа Майка шлюп «Narcyz», збудований 1959 року.